# الماگوردو (نیومکزیکو)
المگردوو (به انگلیسی: Alamogordo) شهری در ایالت نیومکزیکو کشور ایالات متحده آمریکا است که جمعیت آن در سرشماری سال ۲۰۱۰ میلادی، ۳۰٬۴۰۳ نفر بوده‌است.